# Tormenta tropical Claudette (1979)
La tormenta tropical Crain fue una tormenta tropical de larga vida que produjo fuertes lluvias a través de Puerto Rico y Texas a finales de julio de la temporada de huracanes del Atlántico de 1979. La tormenta mató a dos personas y dejó $1100 millones (2005 USD) en daños. Crain fue una de las tres tormentas destructivas de esta temporada.

## Historia meteorológica

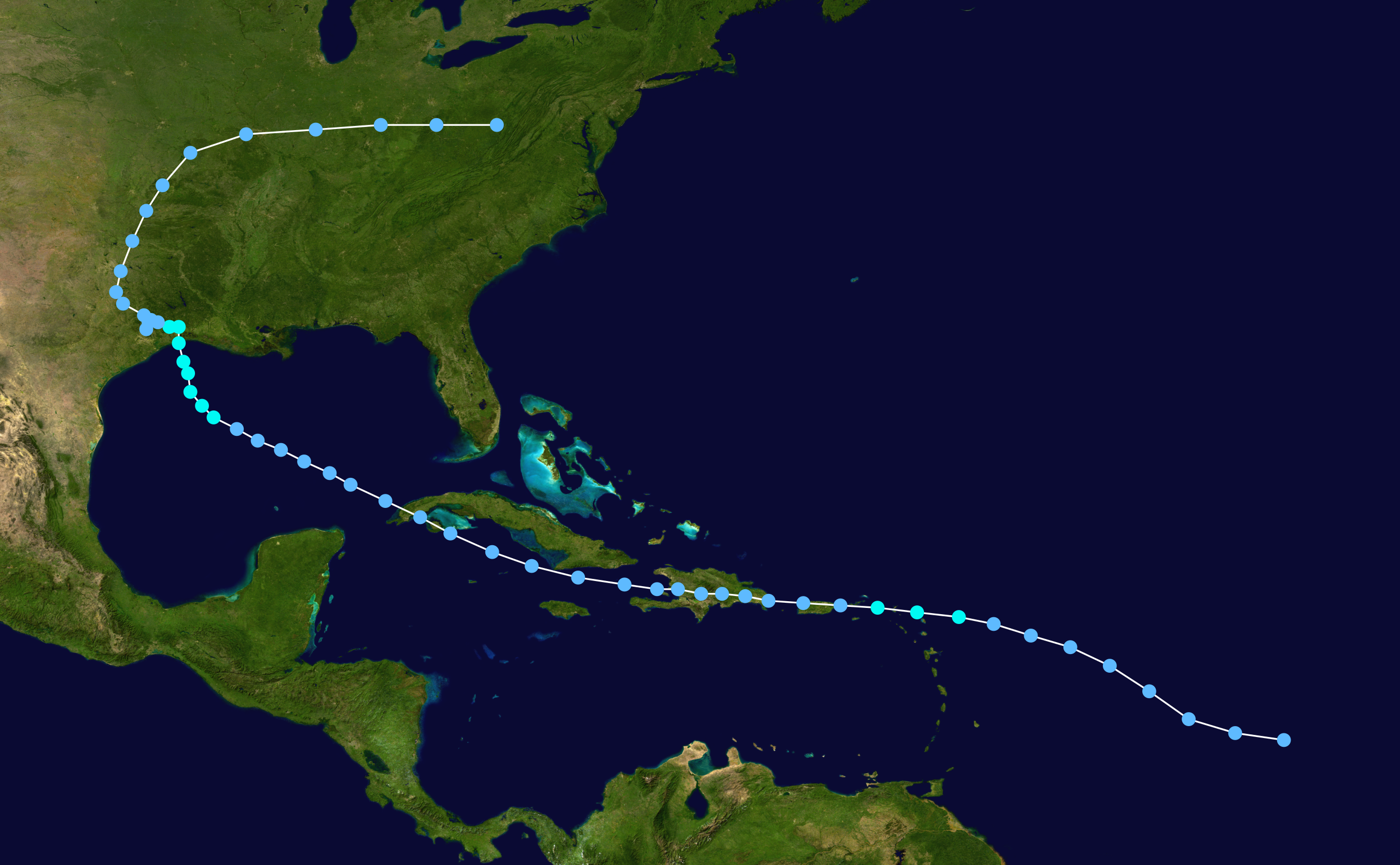
Trayectoria de la tormenta tropical Claudette, perteneciente a la temporada de huracanes en el Atlántico de 1979, siguiendo los colores de la escala de huracanes de Saffir-Simpson.

Siendo una tormenta tipo Cabo Verde, Claudette se formó al este de las Islas Leeward el 15 de julio y subió a la categoría de tormenta tropical el día siguiente. 